# Gingivektomi
Gingivektomi (av latin gingiva, "tandkött", och grekiska ἐκτομή, ektome, "utskärande") avser ett kirurgiskt ingrepp där en tandläkare avlägsnar tandkött på en patient. Gingivektomi utförs i huvudsak vid parodontit samt för att minska djupet på tandsköttsfickor.

### Webbkällor
- ”Gingivektomi”. Svensk MeSH. Karolinska Institutet. https://mesh.kib.ki.se/term/D005890/gingivectomy. Läst 23 februari 2021.